# Leonard Orban
Pour les articles homonymes, voir Orban.
Leonard Orban, né le 28 juin 1961 à Brașov, est un homme politique roumain.
En 2001, il est nommé adjoint du négociateur en chef de l'adhésion de la Roumanie à l'Union européenne (UE), puis prend deux ans plus tard la tête de l'équipe de négociations en obtenant le rang secrétaire d'État au ministère de l'Intégration européenne.
Avec l'entrée de son pays dans l'UE, il est désigné premier commissaire européen roumain et se voit attribuer le portefeuille du Multilinguisme. Chargé d'expédier les affaires courantes à la fin de son mandat, en 2009, il n'est pas reconduit par le gouvernement roumain en 2010 et devient conseiller du président Traian Băsescu. 
L'année suivante, il entre au gouvernement en tant que ministre des Affaires européennes, fonction qu'il occupe jusqu'en 2012.

## Vie de famille
Leonard Orban est le frère aîné de Ludovic Orban, Premier ministre de Roumanie de 2019 à 2020.
Il est marié et père d’un enfant.

## Formation et carrière

### Ingénieur
Il entre à l'université de Brașov en 1981, et en ressort cinq ans plus tard avec un diplôme d'ingénieur. Il commence aussitôt à travailler comme ingénieur à l'institut de recherche sur la technologie de fabrication des machines de Bucarest, puis intègre en 1987 l'Académie des études économiques de Bucarest, où il obtient en 1992 un diplôme de sciences économiques.
Il devient ensuite ingénieur à l'entreprise pour les constructions industrielles spéciales de Bucarest, puis pour Miercurea Ciuc, qui fabrique des tracteurs agricoles.

### Spécialiste des questions européennes
En 1993, il devient conseiller pour les affaires européennes et internationales à la Chambre des députés roumaine. À ce poste, il est notamment chargé des relations avec le Parlement européen, ainsi que de fournir une expertise technique sur les affaires de l'Union européenne à la commission parlementaire de l'Intégration européenne, avant d'occuper, à partir de 1995, la fonction de secrétaire technique de la commission parlementaire mixte Roumanie-UE et des délégations roumaines au Parlement européen et à la Conférence des organes spécialisés dans les affaires communautaires (COSAC).

## Parcours politique

### Négociations d'adhésion à l'UE
Désigné adjoint du négociateur en chef de l'adhésion de la Roumanie à l'Union européenne en mai 2001, il prend la direction de l'équipe de négociations en décembre 2004, avec rang de secrétaire d'État au sein du ministère de l'Intégration européenne. Il signe le 25 avril 2005 le traité d'adhésion de la Roumanie à l'Union européenne, et dirige jusqu'en juin 2006 la délégation roumaine chargée de négocier l'entrée du pays dans l'Espace économique européen.

### Commissaire européen
Le 28 octobre 2006, le gouvernement de Călin Popescu-Tăriceanu propose sa candidature à la Commission européenne, à la suite de l'échec de celle du sénateur Varujan Vosganian,. Il se voit alors attribuer le portefeuille du Multilinguisme, jusque-là détenu par le commissaire à l'Éducation, Ján Figeľ. Cette décision est critiquée par les socialistes européens en raison du faible poids accordé à ce portefeuille. Auditionné le 29 novembre, il obtient la confirmation du Parlement européen le 12 décembre avec 595 voix pour, 16 voix contre et 29 abstentions. Le 1er janvier 2007, Leonard Orban devient le premier Roumain à intégrer la Commission européenne.
Son mandat prend fin le 31 octobre 2009, mais il doit gérer les affaires courantes dans la mesure où aucun collège n'a été investi par les députés européens. Il quitte finalement ses fonctions le 10 février 2010, la Roumanie ayant choisi Dacian Cioloș comme commissaire européen.

### Ministre roumain des Affaires européennes
Il devient en mars 2010 conseiller aux affaires européennes du président Traian Băsescu, avant d'être proposé, le 13 septembre 2011, comme ministre du gouvernement roumain, chargé de la gestion des fonds de l'Union européenne. Il entre en fonction sept jours plus tard. Maintenu en fonction par le nouveau Premier ministre indépendant Mihai Răzvan Ungureanu le 9 février 2012, il est confirmé le 7 mai suivant, lorsque le social-démocrate Victor Ponta accède aux responsabilités de chef du gouvernement. Il est le seul ministre du gouvernement Ungureanu à être reconduit dans ses fonctions.
Leonard Orban est proposé, en septembre 2012, comme membre de la Cour des comptes européenne. Cependant, le Parlement européen donne un avis défavorable à ce choix le 23 octobre, par 294 voix contre 269, ce qui le pousse à renoncer à sa candidature. Il quitte peu après ses fonctions gouvernementales, Victor Ponta ayant choisi de le remplacer à l'issue de la législature, le 21 décembre 2012.

### Après le gouvernement
En janvier 2015, Leonard Orban est nommé conseiller du président Klaus Iohannis. Le magazine économique roumain Capital (ro) révèle en 2020 qu'il gagne à ce poste deux fois plus que le Premier ministre, son frère Ludovic Orban.